# Рутланд
Рутланд (англ. Rutland Island) — самый южный остров архипелага Большой Андаман, расположен рядом с Южным Андаманом. Отделен от Малого Андамана проливом Дункан. Площадь острова приблизительно 109,3 км², длина береговой линии около 60 км. По данным 2008 года население острова составляет 688 человек.
Море вокруг острова весьма насыщено мелкими рыбами и кораллами. Растительность весьма схожа с растительностью острова Северный Сентинел, произрастающей на сухой, песчаной почве. Хотя остров и холмист, на его значительной территории произрастают открытые джунгли и кустарники.